# Hannes Alfvén
Hannes Olof Gösta Alfvén (n. 30 mai 1908, Norrköping⁠(d), Comitatul Östergötland, Suedia – d. 2 aprilie 1995, parohia Danderyd⁠(d), Comitatul Stockholm, Suedia) a fost un fizician suedez, care a primit Premiul Nobel pentru Fizică în anul 1970 pentru dezvoltarea teoriei magnetohidrodinamicii. El a contribuit în fizicile plasmei, precum și cu teorii descriind fenomenul aurorei, centurii lui Van Allen, efectul furtunii magnetice asupra câmpului magnetic al Pământului, magnetosfera terestră și dinamicile plasmei în galaxia noastră. 

## Distincții și recompense
- Medalia de Aur a Royal Astronomical Society (1967)
- Medalia de Aur a Franklin Institute (1971)
- Medalia de aur Lomonosov a  Academiei de Științe a Uniunii Sovietice (1971)
- Medalia William Bowie a Uniunii Americane de Geofizică în 1988.